# Міністерство економіки, праці та соціальної політики
Міністерство економіки, праці та соціальної політики — це скасована у Польщі урядова адміністрація, яка обслуговує міністерство, відповідальне за економіку, працю, регіональний розвиток, туризм, соціальне забезпечення.

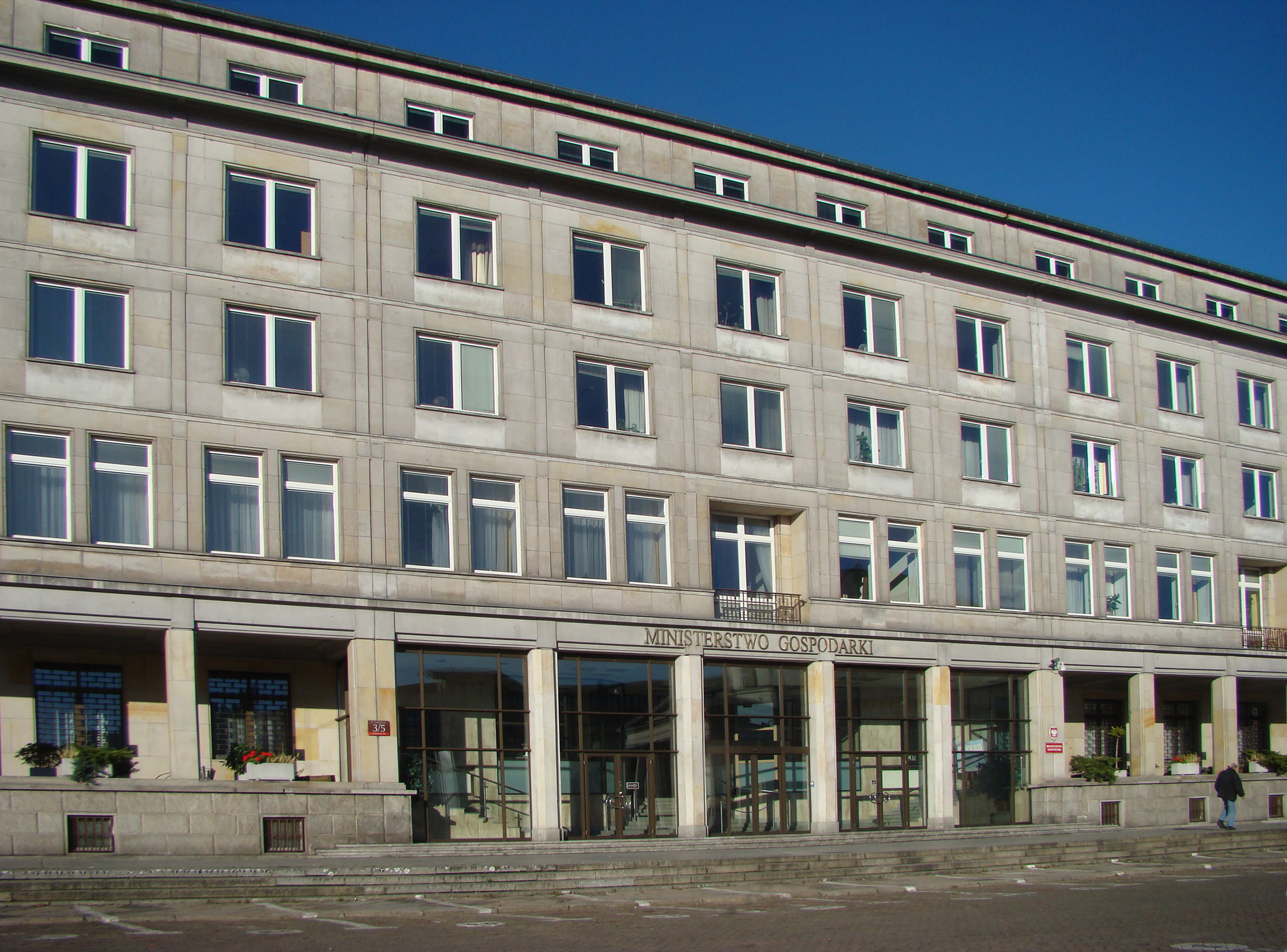
Міністерство економіки Республіки Польща

Міністерство було створене постановою Ради міністрів від 7 січня 2003 року. Воно було скасоване 2 травня 2004 року. А організаційні підрозділи включені до нового Міністерства економіки та праці . Єдиним міністром був Єжи Хауснер (SLD).